# Otomeria
Otomeria là một chi thực vật có hoa trong họ Thiến thảo (Rubiaceae).

## Loài
Chi Otomeria gồm các loài: